# كرويق
كرويق هي قرية في مقاطعة ورزقان، إيران. عدد سكان هذه القرية هو 257 في سنة 2006.